# Pawel Gennadjewitsch Tschuprijanow
Pawel Gennadjewitsch Tschuprijanow (russisch Павел Геннадьевич Чуприянов, wiss. Transliteration Pavel Čuprijanov; * 4. Juli 1984) ist ein russischer Sommerbiathlet der Stilrichtung Crosslauf.
Pawel Tschuprijanow nahm zwischen 2003 und 2005 an drei Junioren-Weltmeisterschaften im Sommerbiathlon teil. In Forni Avoltri gewann er 2003 mit der Staffel die Bronzemedaille, im Sprint wurde er Vierter und Siebter in der Verfolgung. Im Jahr darauf gewann er in Osrblie Bronze im Sprint, mit der Staffel wie auch in der Verfolgung verpasste er als Vierter weitere Medaillen knapp. Den größten Erfolg erreichte Tschuprijanow bei seiner letzten Junioren-WM in Muonio. Mit der Staffel gewann er die Goldmedaille. In Massenstart und Verfolgung verpasste er erneut als Viertplatzierter knapp weitere Medaillengewinne.
Sehr erfolgreich verliefen für Tschuprijanow auch die Offenen asiatischen Sommerbiathlon-Meisterschaften 2008 in Tscholpon-Ata. In der Verfolgung gewann er hinter Ruslan Nasirov, der alle drei Wettbewerbe gewann, Silber, sowie im Sprint und im Einzel hinter Murod Hodjibajew die Bronzemedaillen.